# Can Dalmau (Santa Cristina d'Aro)
Can Dalmau és una masia de Santa Cristina d'Aro (Baix Empordà) inclosa a l'Inventari del Patrimoni Arquitectònic de Catalunya.

## Descripció
Masia de tipologia clàssica amb un cos principal i diverses construccions annexes a la part posterior. És coberta amb teulada de doble vessant, amb el carener perpendicular a la façana, i presenta diverses obertures allindades i de pedra.
A la part posterior, formant part d'un cos afegit de teulada més baixa, hi destaquen una torre emmerletada i una garita en un dels cantons de l'annex, unides per un seguit d'arcuacions cegues que coronen la façana. Ambdós elements de fortificació són fets amb un aparell a base de pedres aplacada de mida irregular i disposades irregularment. El cos principal de la masia, en canvi, és arrebossat i només deixa veure la pedra que estructura les obertures.